# Lucie Castetsová
Lucie Castetsová (Castets, * březen 1987 Caen) je francouzská úřednice, ekonomka a politička. Má blízko k Socialistické straně a po volbách do Národního shromáždění v roce 2024 ji koalice Nová lidová fronta navrhla jako svou kandidátku na funkci francouzské premiérky.
Vyrůstala v Caen s rodiči, kteří se věnovali psychoanalýze a v 18 letech se přestěhovala do Paříže, aby studovala Lyceum Ludvíka Velikého. Následně na  Pařížském institutu politických věd studovala politickou ekonomii a veřejné právo. Magisterský titul získala zároveň i na Londýnské škole ekonomie a politických věd a také studovala čínštinu na univerzitě Fu-tan v Šanghaji a následně promovala na Vysoké škole administrativy ve Štrasburku.
Nastoupila do francouzské veřejné správy, kde pracovala v letech 2007 až 2008 jako asistent kulturního atašé na francouzském konzulátu v Šangaji.  Od roku 2011 pracovala pro Světovou banku a pak od roku 2014 pro ministerstvo ekonomiky a financí.
Od roku 2020 se stala ekonomickou poradkyní pařížské starostky Anne Hidalgové, pro kterou pracovala také v její předvolební kampani pro prezidentské volby v roce 2022.